# Pusha T
Terrence LeVarr Thornton, mer känd under sitt artistnamn Pusha T är född 13 maj 1977, är en amerikansk rappare, låtskrivare och skivbolagschef. Han fick initialt stort erkännande som hälften av hiphopduon Clipse, tillsammans med sin bror och rapparen No Malice som han grundade Re-Up Records med. I september 2010 meddelade Thornton att han undertecknade Kanye West's GOOD Music avtryck, under ledning av Def Jam Recordings. Senare samma år var han med på Wests singel Runaway]', som nådde topp nummer 12 på Billboard Hot 100, Runaway fick bra feed-back och ses som en av Kanye's bästa sånger .
I mars 2011 släppte han sitt första soloprojekt, en mixtape med titeln Fear of God. Thornton släppte sitt debut soloalbum, My Name Is My Name, i oktober 2013. I november 2015 utsåg Kanye West att Pusha T ska ta över hans roll som president för GOOD Music. I december 2015 släppte han sitt andra studioalbum King Push - Darkest Before Dawn: The Prelude. År 2018 släppte han sitt tredje studioalbum Daytona.